# Non-Stop
För andra betydelser, se Non stop.
Non-Stop är en amerikansk-fransk-brittisk-kanadensisk action/thrillerfilm från 2014 i regi av Jaume Collet-Serra. Filmen hade urpremiär den 27 januari 2014 i Paris. Den svenska premiären ägde rum den 11 april samma år.

## Handling
Bill Marks (Liam Neeson) är en alkoholiserad flygsäkerhetsvakt. Under en flygning från New York till London blir hans krypterade trådlösa nätverk infiltrerat. Plötsligt får han meddelanden från någon på planet som hotar att mörda en person var tjugonde minut om inte 150 miljoner dollar förs över till ett bankkonto. Kontot visar sig vara skapat i Bill Marks namn.

## Rollista (urval)
- Liam Neeson – William "Bill" Marks
- Julianne Moore – Jennifer "Jen" Summers
- Michelle Dockery – Nancy Hoffman
- Nate Parker – Zack White
- Linus Roache – Kapten David McMillan
- Scoot McNairy – Tom Bowen
- Corey Stoll – Austin Reilly
- Lupita Nyong'o – Gwen Lloyd
- Anson Mount – Jack Hammond
- Omar Metwally – Dr Fahim Nasir
- Jason Butler Harner – Andrepilot Kyle Rice
- Corey Hawkins – Travis Mitchell
- Frank Deal – Charles Wheeler
- Shea Whigham – Agent Marenick
- Bar Paly – Iris Marianne
- Jon Abrahams – David Norton
- Quinn McColgan – Becca